# Ян Томбінський
Ян Тадеуш Томбінський (пол. Jan Tadeusz Tombiński; 4 жовтня 1958, Краків, ПНР) — польський дипломат, голова представництва Європейського Союзу в Україні (2012—2016) і Ватикані (2016—2020).

## Біографія
Народився 4 жовтня 1958 у Кракові. В молодості займався спортом.
Закінчив Яґеллонський університет, здобувши ступені магістра германістики (1984) та історії (1985).
У 1985—1987 працював в університетській бібліотеці Яґеллонського університету, а пізніше — лектором в Інституті історії в цьому університеті.
У 1987—1989 — асистент викладача і старший викладач Інституту історії Ягеллонського університету.
У 1989 був творцем і президентом Асоціації з євроінтеграції у Кракові, а також членом апеляційної комісії профспілки «Солідарність» у Яґеллонському університеті.
Вільно володіє англійською, німецькою, французькою, словенською та чеською мовами, вивчає українську. Має низку праць, присвячених новітній історії Польщі та Європи.
Одружений і має десять дітей.

## Дипломатична робота
У 1990—1995 обіймав низку посад (від другого секретаря посольства до повноважного радника-міністра) у польському посольстві у Празі.
У 1995—1996 був повноважним радником-міністра у Любляні, а в 1996—1998 обіймав посаду посла.
У 1996—1999 був послом Польщі у Боснії та Герцоговині.
У 1998—2001 працював у Міністерстві закордонних справ Польщі, зокрема був радником міністра закордонних справ Броніслава Геремка, опікуючись питаннями закордонної політики стосовно країн Європи.
У 2001—2006 був послом у Франції.
У 2007—2012 обіймав посаду постійного представника Польщі у Євросоюзі.
У 2012—2016 був головою представництва Європейського Союзу в Україні. У 2015 році став героєм документального фільму «Після Мінська» з циклу Місто героїв.
У 2016—2020 був головою представництва Європейського Союзу в Ватикан.

## Інші види діяльності
У 1970—1980 — Спортсмен: фехтувальник, молодший віце-чемпіон Польщі у командних змагання в 1978.
У 1981—1984 — Віце-президент Ради студентів Ягеллонського університету.
У 1985 — Засновник академічної спільноти у Кракові.
У 1989 — Засновник і президент Асоціації з питань європейської інтеграції в Кракові (перший такий заклад у Польщі).
У 1989—1990 — Член апеляційної комісії профспілки «Солідарність» у Ягеллонському університеті.
У 1989—1990 — Коментатор підпільного журналу «Свят» в Кракові з питань міжнародних відносин.

## Автор публікацій
- Краків 1989 «Гітлер і швейцарський нейтралітет 1933-35»,
- Грац, 1989 «Австрія та європейська інтеграція 1926-32»,
- Краків, 1991 «Дебати по проекту Європейського Союзу до Ліги Націй»,
- Женева, 1994 «Відповідь Австрії на Бріанський план»,
- Прага, 1992 «Польський закон про вибори»,
- Прага, 1994 «Польсько-німецькі відносини 1945–1991»,
- Бонн, 1989 «Польща — через шість місяців після виборів»,
- Штутгарт, 1990 «Польське телебачення стоїть перед вибором»,